# Daniel Adlung
Daniel Adlung (ur. 1 października 1987 w Fürth) – niemiecki piłkarz, pomocnik w TSV 1860 Monachium.